# Павло I (король Греції)
Павло І (грец. Παύλος Α΄, 14 грудня 1901, Афіни — 6 березня 1964, Афіни) — шостий король Греції, з династії Глюксбургів. Президент НОК Греції. Після скасування монархії в Румунії 30 грудня 1947 року був єдиним царюючим православним монархом.  

## Біографія
Після закінчення військово-морського училища служив офіцером у військово-морському флоті, брав участь у Греко-турецькій війні 1919—1922 років. У грудні 1923 року, у зв'язку з перемогою республіканців на виборах, виїхав до Великої Британії, у 1925, 1934, 1935 роках виїздив до США.
Після реставрації монархії повернувся у листопаді 1935 року в Грецію. У квітні 1941 року, після вторгнення німецько-фашистських військ до Греції, втік на острів Крит, звідти через Єгипет у Велику Британію. Повернувся в Грецію в 1946 році. Після смерті старшого брата, короля Георга II, був проголошений королем 1 квітня 1947 року.

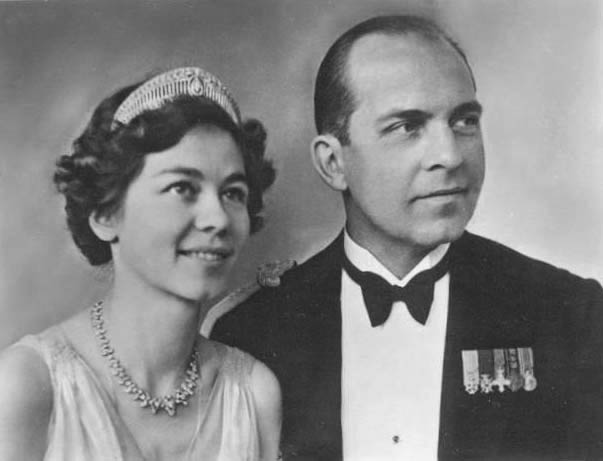
Король Павло та Фредеріка Ганноверська

Його спроби налагодження міжнародних відносин Греції вплинули позитивно на розвиток економіки. Павло І був першим головою Грецької держави, хто наніс офіційний візит правителю Туреччини. Проте через спроби повернути Греції острів Кіпр відносини із Великою Британією, до того цілком прихильною, дещо ускладнились. Зрештою в 1960 році Кіпр проголошений незалежною республікою. Незважаючи на політичну та економічну стабільність, у Греції зростала прихильність до республіканства, а король Павло та королева-консорт Фредеріка Ганноверська постійно критикувалися за втручання в політику, часті закордонні поїздки та занадто дороге для суспільства утримання королівської родини. Наприкінці 1950-х років стан здоров'я короля критично погіршився, 1964 року він був прооперований через рак шлунка і через тиждень після операції помер.

## Спадкоємці
9 січня 1938 у віці 37 років король Павло одружився з Фредерікою Ганноверською. Вони мали трьох спільних дітей:
- Софія — королева Іспанії.
- Костянтин ІІ — король Греції.
- Ірина — принцеса Греції та Данії.